# Maltesische Badmintonmeisterschaft 2009
Die Maltesische Badmintonmeisterschaft 2009 fand Anfang Mai 2009 in Cospicua und Msida statt. Der vollständige Titel des Wettbewerbs war 38th Eurosport National Championships. Hauptsponsor der Veranstaltung war Eurosport.

## Austragungsorte
- St. Martin’s College, Swatar, Msida
- Cottonera Sports Complex, Cospicua

## Finalergebnisse
| Disziplin    | Sieger                            | Finalist                     | Ergebnis                            |
| ------------ | --------------------------------- | ---------------------------- | ----------------------------------- |
| Herreneinzel | Kenneth Vella                     | David Cole                   | 12:21, 21:17, 8:7 (Verletzung Cole) |
| Dameneinzel  | Joanne Cassar                     | Fiorella Farrugia            | 21:14, 21:6                         |
| Herrendoppel | Stefan Salomone Robert Salomone   | Kenneth Vella David Cole     | kampflos                            |
| Damendoppel  | Catherine Dimech Joanne Cassar    | Maria Borg Fiorella Farrugia | 21:14, 21:11                        |
| Mixed        | Stefan Salomone Fiorella Farrugia | David Cole Joanne Cassar     | 21:11, 18:21, 24:22                 |